# コルト Mk12
コルト Mk12（英語: Colt Mk 12 cannon）とは、アメリカ合衆国の航空機関砲である。第二次世界大戦後に開発されたアメリカ海軍のジェット航空機に広く搭載された。

## 開発
コルト Mk12（以下、Mk12）は、第二次世界大戦中にアメリカおよびイギリスの戦闘機に広く搭載されていたイスパノ・スイザ HS.404の後継機関砲として開発された。弾頭を軽量化すると共に発射薬量を増量した新型弾薬（20×110mm USN弾）の採用により、HS.404と比較して砲口初速と連射速度が向上した。
Mk12はHS.404系のM3 20mm機関砲の後継として、1950年代中ごろからアメリカ海軍・海兵隊向けの艦上機の主力武装として採用されるようになった。
Mk12は実戦運用において、砲口初速と連射速度には問題が無かったが、命中精度と信頼性の低さに悩まされた。北ベトナム上空を飛行していたF-8 クルセイダーの操縦士たちは機関砲を搭載していることを心強く感じていたが、特に激しい空戦機動の最中の射撃時に作動不良による射撃停止が頻発したとも言われる。
それにもかかわらず、1950年代から1970年代初めごろまでアメリカ海軍・海兵隊で艦上戦闘機および艦上攻撃機の標準機関砲として運用が続けられた。

## 搭載航空機
- マクドネル F-3(F3H) デーモン
- ダグラス F-6(F4D) スカイレイ
- ダグラス A-4(A4D) スカイホーク

※A-4H/NはDEFA 550、A/TA-4SはADENを装備。
- グラマン F-11(F11F) タイガー
- ヴォート F-8(F8U) クルセイダー
- ヴォート A-7 コルセア II

※海軍向け前期型のA-7A/Bと、A-7Aを基に再生・改修したポルトガル空軍仕様のA/TA-7Pのみ。